# 杉並区立大宮中学校
杉並区立大宮中学校（すぎなみくりつ おおみやちゅうがっこう）は、日本の公立中学校であり、東京都杉並区に存在する学校である。

## 概要
1947年（昭和22年）4月に開校。開校当時はまだ校舎が未完成であったために、男子は杉並区和泉にあった京王商業学校（現在の専修大学附属高等学校）の校舎で授業を受け、女子は杉並区立大宮小学校の校舎を間借りして授業を受けていたという。現在の校舎が完成したのは1948年（昭和23年）12月になってからで、校舎完成後に男女が統合する形になった。
周辺には済美養護学校や福祉施設が在り、特別支援教育モデルを推進している地域であることから、近隣小学校・特別支援学校及び学区地域の住民などとの「地域音楽交流会」の開催など、周辺地域の交流活動に熱心に取り組んでいる。
杉並区内の中学生有志で組織する『杉並区中学生レスキュー隊』の参加校である。
また2020年の第32回夏季オリンピック東京大会並びに第16回夏季パラリンピック東京大会開催を前に、杉並区教育委員会より『オリンピック・パラリンピック教育推進校（アワード）』に指定されている。

## 沿革
- 1947年 - 本校を開校する。
- 1948年 - 現在地に校舎が竣工し、分散して授業を受けていた男子学生と女子学生を統合召集する。
- 1962年 - 本校校歌を制定する。
- 2004年 - 特別支援教育推進事業モデル校に指定される。
- 2017年 - 本校創立70周年記念式典を挙行する。

## 教育目標
1. 『学力を身につける学校』
2. 『自己肯定感、自尊感情を育てる学校』